# San Giuliano Martire (titre cardinalice)
La diaconie cardinalice de San Giuliano Martire (Saint Julien martyr) est instituée le 18 février 2012 par Benoît XVI et rattachée à l'église San Giuliano Martire (it) qui se trouve dans la zone Tomba di Nerone au nord-ouest de Rome.

## Titulaires
- Karl Becker, s.j (2012-2015)
- Kevin Farrell (2016-)

### Source
- (it) Cet article est partiellement ou en totalité issu de l’article de Wikipédia en italien intitulé « San Giuliano Martire (diaconia) » (voir la liste des auteurs).